# Parco Orsini
Il parco Orsini è un parco situato a Pitigliano (GR). Si trova in località  Poggio Strozzoni, un colle che porta questo nome per il delitto perpetrato dal conte Orso Orsini sulla moglie, sospettata di tradimento.